# Прибитково (Тверська область)
Прибитково (рос. Прибытково) — присілок в Калінінському районі Тверської області Російської Федерації.
Населення становить 26 осіб. Входить до складу муніципального утворення Емауське сільське поселення.

## Історія
Від 2005 року входить до складу муніципального утворення Емауське сільське поселення.

## Населення
| 2008 | 2010 |
| ---- | ---- |
| 69   | ↘26  |